# Ciao (site web)
Pour l’article homonyme, voir Ciao.
 (avril 2021).
Si vous disposez d'ouvrages ou d'articles de référence ou si vous connaissez des sites web de qualité traitant du thème abordé ici, merci de compléter l'article en donnant les références utiles à sa vérifiabilité et en les liant à la section « Notes et références ».
Ciao était un site Web destiné à guider les consommateurs dans leurs choix, fondé à Munich durant l'été 1999, par Frederick Paul et Max Cartellieri.
La compagnie qui l'éditait, Ciao GmbH, comptait[Quand ?] environ 170 employés répartis dans 6 villes européennes (Munich, Londres, Paris, Madrid, Amsterdam, et Timișoara en Roumanie), ainsi que 5 autres employés aux États-Unis.
Ciao permettait aux consommateurs de comparer des produits et des services en fonction de diverses informations (notamment leur prix), ainsi que d'appréciations critiques formulées par d'autres consommateurs, membres de la communauté qui s'articule autour de ce site. De plus, Ciao proposait des sondages en ligne aux consommateurs, dans un but d'études de marché, pour le compte de ses entreprises clientes.

## Acquisitions

### Par Greenfield (2005)
En 2005, Greenfield Online achete Ciao pour 154 millions de dollars. C’est depuis ce moment que la deuxième fonction de Ciao est devenue encore plus importante[réf. nécessaire]. La compagnie américaine Greenfield Online est un leader[réf. nécessaire] des études de marché en ligne et propose des solutions aux entreprises de conseil et d’études marketing.

### Par Microsoft (2008)
En août 2008, Microsoft acquiert Greenfield Online, pour 486 millions de dollars. Cet achat lui permet alors de mettre la main sur Ciao. La même année, Microsoft sépare les activités d'études de marché et celles du comparateur de prix, pour revendre la première à la société Toluna. Finalement, en avril 2011, Microsoft remet en vente Ciao.

### Par Le Guide (2012)
En décembre 2011, LeGuide.com Group se porte acquéreur de son concurrent Ciao (PDG : Olivier Sichel). Il précisera en mars 2012 les conditions de l'acquisition. Cette opération lui permettra de doubler son audience, et ainsi prétendre à un accroissement de son chiffre d'affaires de 12 à 14 millions d'euros d'ici à la fin de l'année 2012. Le site web www.ciao.fr sous sa forme d'origine ferme en février 2018 comme beaucoup de ses concurrents cette année-là.